# レイクフォレスト (カリフォルニア州)
座標: 北緯33度38分29.91秒 西経117度41分26.64秒 / 北緯33.6416417度 西経117.6907333度

オレンジ郡内の位置

レイクフォレスト（Lake Forest）は、アメリカ合衆国カリフォルニア州のオレンジ郡にある都市。人口は8万5858人（2020年）。ロサンゼルス大都市圏のベッドタウンである。